# Al Petteway
Al Petteway fue un guitarrista, compositor, productor, ingeniero y fotógrafo estadounidense conocido principalmente por su trabajo acústico, tanto como solista como de acompañamiento de conocidos artistas folk como Amy White, Tom Paxton, Jethro Burns, Jonathan Edwards, Cheryl Wheeler, Debi Smith, Bonnie Rideout o Maggie Sansone. Sus composiciones se basan en gran medida en influencias de la música celta y la música de los Apalaches y es conocido por su uso de la afinación DADGAD.

## Biografía
Petteway comenzó su carrera musical profesional a la edad de once años durante el apogeo de la invasión del pop británico. Tocó la guitarra, la batería y el bajo en varias bandas de rock y folk en el área de Washington D. C. durante la década de 1960. En 1969, tras asistir al Festival de Woodstock, comenzó sus estudios de contrabajo y composición musical. Durante esta etapa, actuó con los Madrigal Singers de la Universidad Old Dominion, las bandas sinfónicas y de jazz de la escuela y la Orquesta de Ballet de Norfolk. En 1977, aceptó un trabajo en la National Geographic Society como supervisor de edición de imágenes para la colección de imágenes de la sociedad.
Publicó su primer álbum en solitario en 1992, Whispering Stones, que incluía composiciones y arreglos originales inspirados en la música tradicional británica. Un año más tarde publicó su siguiente álbum, The Waters and the Wild, que convirtió en un espectáculo multimedia que presentaba sus composiciones acompañadas de fotografías originales. Este proyecto atrajo la atención del entonces vicepresidente Al Gore, lo que le valió una invitación para actuar en la Casa Blanca.
La música de Petteway ha sido utilizada en la emisora de radio pública de Estados Unidos, NPR y en especiales de televisión de PBS de Ken Burns, en particular The National Parks: America's Best Idea (2009), ganador de un Premio Emmy. Sus grabaciones, libros de teoría musical y vídeos instructivos le han granjeado un gran número de seguidores en todo el mundo. 
En 1995 conoció a la guitarrista Amy White, con la que contrajo matrimonio al año siguiente, formando desde entonces también pareja profesional. Fueron artistas residentes en el Centro John F. Kennedy para las Artes Escénicas y en el Warren Wilson College. La pareja dejó Washington D.C tras los atentados del 11 de septiembre de 2001 y se mudaron a las montañas de Carolina del Norte, donde Al fue coordinador de la Semana de la Guitarra para el mundialmente famoso campamento musical "Swannanoa Gathering" en Warren Wilson College cerca de Asheville (Carolina del Norte). 
En 2005, la interpretación de Al Petteway de "The Thornbirds" apareció en el álbum recopilatorio de interpretaciones de guitarra solista de composiciones de Henry Mancini titulada Henry Mancini: Pink Guitar que fue galardonado con un Premio Grammy. Antes de eso, recibió, junto a su esposa, un premio Indie por su álbum de guitarra a dúo Gratitude. Al Petteway recibió 45 "Wammies" de la Asociación de Música del Área de Washington, incluidos los máximos honores de "Artista del año" y "Músico del año". Recibió dos premios de artista individual del Consejo de las Artes del Estado de Maryland por composición musical.
En 2012, Warren Wilson College y Swannanoa Gathering le otorgaron el premio "Master Music Makers". Petteway falleció el 25 de septiembre de 2023. 

## Discografía

### Álbumes
- 1992: Whispering Stones (Maggie's Music)
- 1993: The Waters and the Wild (Maggie's Music)
- 1995: Midsummer Moon (Maggie's Music)
- 1996: A Scottish Christmas (Maggie's Music)
- 1997: Caledon Wood (Maggie's Music)
- 1999: Racing Hearts (Fairewood Records)
- 2001: Gratitude (Solid Air Records)
- 2003: Shades of Blue (Solid Air Records)
- 2003: A Midnight Clear (Dorian Records)
- 2004: Celtic, Blues and Beyond DVD, Book, Cd (Warner Bros./Solid Air Records)
- 2004: Acoustic Journey (Maggie's Music)
- 2005: Land of the Sky (Maggie's Music)
- 2006: Winter Tidings (Maggie's Music)
- 2008: Dream Guitars, Vol. I - The Golden Age of Lutherie (Dream Guitars, Inc.)
- 2010: "High In the Blue Ridge" (Fairewood Studios)
- 2012: "It's Only The Blues" (Fairewood Studios)
- 2012: "Home, Sweet Home -Songs of Love, Loss and Belonging" (Fairewood Studios)
- 2014: “Mountain Guitar” (Fairewood Studios)
- 2015: “Dream Guitars, Vol II - Hand Picked” (Dream Guitars, Inc.)
- 2018: “The Collector’s Passion” (Fairewood Studios)

## Material didáctico

### DVD instructivos de Al Petteway
- Blues Guitar Arrangements in DADGAD Tuning
- Appalachian Fingerstyle in DADGAD Tuning (Vol. I & II)
- Celtic Instrumentals For Fingerstyle Guitar Vol. I (DADGAD)
- Celtic Instrumentals For Fingerstyle Guitar Vol. II (Alternate Tunings)
- Celtic, Blues & Beyond
- DADGAD Guitar Solos (with Doug Smith & Lawrence Juber)
- Acoustic Blues Solos (con Kenny Sultan & Mike Dowling)
- Al Petteway Music Folio and Instructional CDs

### Libros de música de Al Petteway
- The Waters and The Wild
- Whispering Stones
- Midsummer Moon
- Caledon Wood
- A Scottish Christmas for Guitar
- Al Petteway Music Books Available as PDF's
- It's Only The Blues
- Dream Guitars, Vol. I
- Dream Guitars, Vol. II
- The Collector’s Passion